# Lúčinská kotlina
Lúčinská kotlina je geomorfologickou částí Šimonky, podcelku Slanských vrchů.  Leží v její jižní části, v okresech Prešov a Košice-okolí. 

## Polohopis
Kotlina se nachází ve střední části Slanských vrchů a zabírá jižní část podcelku Šimonka. Jižní částí leží na okraji pohoří a ze severu skrze ní vějířovitě proudí potoky, směřující do Olšavy. Nejvýznamnějšími jsou Jedlovec, Oľšavka a Lúčinský potok. Lúčinská kotlina se rozprostírá v okolí obcí Lúčina, Červenica, Tuhrina a Opiná. Přístup do sídel zajišťují silnice od jihu z Keceroviec, od západu ze Žehne a ze severu přes Zlatú Baňu. 
Na východním okraji sousedí Olšavské predhorie, severovýchodním směrem pokračuje podcelek Šimonka geomorfologickou částí Zlatobanská kotlina. Jihovýchodním směrem navazují Slanské vrchy podcelkem Makovica a jižním přechází krajina do Toryské pahorkatiny. 

## Chráněná území
Tato část Slanských vrchů není součástí žádné velkoplošné chráněné oblasti a nenachází se zde ani žádné zvláště chráněné území. Severně, nad obcí Červenica, však leží chráněný areál Dubnické bane. 

## Turismus
Lúčinská kotlina slouží zejména jako výchozí místo do atraktivnějších částí pohoří. Velkým lákadlem jsou blízké opálové doly, relativně blízko je obec Herľany s jedinečným gejzírem. Východně od kotliny vede hřebenem  červeně značená Evropská dálková trasa E3, vedoucí z Makovice (981 m n. m.) k rozcestí pod Šimonkou. Na tuto magistrálu se v rozcestí Za Dubníkom připojuje  modře značený turistický chodník z Červenice. 